# مسیح ذبیحی
مسیح ذبیحی(۱۳۰۸ - ۱۳۵۶) نویسنده ایرانی اهل ییلاقات گرگان بود. مهم‌ترین اثر او گرگان نامه است.

## زندگی
مسیح فرزند شیخ عبدالرحیم ذبیحی در ۴ فروردین ۱۳۰۸ در روستای زیارت از ییلاقات گرگان متولد شد. علوم مقدماتی را نزد پدر فرا گرفت و در ۱۳۲۷ دیپلم ادبی خود را از دانشسرای مقدماتی اخذ نمود. به استخدام آموزش و پرورش درآمد و به تدریس ادبیات فارسی و عربی پرداخت. دیگر مسئولیت اداری او سرپرستی کتابخانه عمومی گرگان بود. تحصیل در رشته حقوق قضایی را نیمه کاره رها کرد. تحقیقات گسترده ای را در زمینه فرهنگ و متون قدیمی گرگان انجام داد. در سال ۱۳۵۶ و در سن ۴۸ سالگی در لندن حین عمل جراحی قلب درگذشت و پیکر او در امامزاده عبداله گرگان مدفون است.

## کتاب شناسی
آثار منتشر شده ذبیحی به شرح زیر اند:
- گرگان نامه، مسیح ذبیحی، مصحح:ایرج افشار، بابک، ۲۹۶ صفحه، وزیری، چاپ ۱ سال ۱۳۶۳
- از آستارا تا استارباد شامل: اسناد تاریخی گرگان، به‌اهتمام:مسیح ذبیحی/منوچهر ستوده، انجمن آثار و مفاخر فرهنگی،  ۷۰۴ صفحه، جلد ۷ , وزیری (گالینگور), چاپ ۲ سال ۱۳۷۷
- از آستارا تا استارباد شامل: اسناد تاریخی گرگان، گردآورنده:مسیح ذبیحی/منوچهر ستوده، انجمن آثار و مفاخر فرهنگی، ۷۲۶ صفحه، جلد ۶, وزیری (گالینگور), چاپ ۲ سال ۱۳۷۸
- استرآبادنامه (سه سفرنامه، وقفنامه و سرگذشت), به کوشش: مسیح ذبیحی و به‌اهتمام: محمدتقی دانش‌پژوه و ایرج افشار انتشارات امیرکبیر, چاپ اول سال ۱۳۴۸
- سالنامه فرهنگ گرگان